# 85 (број)
85 је природан број који се јавља после броја 84, а претходи броју 86.

## У математици
85 је:
- полупрост број.[1]
- октаедарски број.[2]
- центрирани троугаони број.[3]
- центрирани квадратни број.[4]

## У науци
- атомски број астата.
- Месје 85, лентикуларна галаксија у сазвежђу Береникина коса.
- NGC 85, лентикуларна галаксија у сазвежђу Андромеда.